# Годунов, Григорий Петрович
Григорий Петрович Годунов (1664 — 18 июня 1700) — российский государственный деятель, офицер лейб-гвардии Семёновского полка. Представитель старшей ветви рода Годуновых в XII поколении, последний или предпоследний представитель этого дворянского рода.

## Биография
Григорий Петрович — сын тобольского воеводы Петра Ивановича Годунова.
Был назначен стольником в 1678, 1686 и 1692 годах.
Находился на службе при царе Фёдоре III в Троицком отъезде 1 сентября 1678 года.
Упоминается в числе служилых людей бывших «на государевом смотру в январе 7189 (1681) года».
5 марта 1682 года предоставил Родословную роспись Годуновых в палату родословных дел.
В 1686 году была написана парсуна Г. П. Годунова неизвестным мастером оружейной палаты, основываясь на внешнем виде стольника, ряд исследователей характеризует Григория, как «молодого придворного щёголя».
С 1686 по 1688 составлял с Дмитрием Годуновым родословную роспись для палаты родословных дел.
24 мая 1689 года находился на службе при Иване V во время молебного пения о «победе над басурманами» в соборной церкви Успения пресвятой богородицы.
30 января 1696 года дневал и ночевал при гробе Ивана V.
В чине стольника упоминается в сказке стольников 1697 года.

## Владения
Григорий Петрович не выделялся размерами своего землевладения из представителей прочих княжеско-боярских родов. По переписными книгам 1678 г., Григорию Петровичу Годунову принадлежали вотчины в Галичском (часть села Никольского в Нейской вол., принадлежавшая его отцу), Переславском (сельцо Сущево в Серебожском ст.) и Кашинском (село Медведицкое в Чуцком ст.) уездах. После смерти Григория за Марией (Марфой) Афанасьевной Годуновой числятся село Медведицкое и владения в Понизовской волости Угличского уезда. Всего у Григория Петровича был 431 двор. В 1680-е годы получил село Юркино, основал усадьбу на левом берегу Чурилихи. При нём этот район стал называться Годуново, а при его зяте Петре Владимировиче Прозоровском получило название Люблино. По мнению некоторых исследователей, Григорий Петрович любил своё поместье у Чурилихи, о чём свидетельствует переименование села Юркино в Годуново и некрополь в Николо-Перервинском монастыре, где были похоронены все дети владельца.

## Семья
Был женат на Марфе Афанасьевне, дочери Афанасия Борисовича Тургенева, внучке Бориса Михайловича(?) Тургенева. Отец Марфы, Афанасий Борисович был убит в 1671 г. сторонниками Стеньки Разина при защите Алатыря. Овдовевшая Марфа Афанасьевна фигурировала в деле Преображенского приказа за 1701 г., в качестве владелицы села Любимова у речки Голети в 7 верстах от Москвы по Угрешской дороге, у которой крестьянин В. В. Столяр ложно доложил о кладе, за что был наказан вдовой кнутом.
Дети:
- Сергей (ум. 1695),Самая древняя могильная плита Никольского собора Николо-Перервинского монастыря на территории бывшей Перервинской слободы (ныне Люблино) датирована 1695 г. (младенец Сергий, сын Григория Петровича Годунова). Обнаружена при раскопках 1988 г.
- Николай (ум. 5 октября, 1699 г.)[20],
- Сергей (ум. 24 октября, 1704 г.)[20],
- Мария (ум. 1706),
- Евдокия (ум. 1707),
- Аграфена — жена князя Владимира Никитича Прозоровского. Владелица усадьбы Годуново — Люблино. Потомство Аграфены Григорьевны влилось в дворянские ветви Васильчиковых и Акинфовых.